# غوستافو براند
غوستافو براند (بالإسبانية: Gustavo Brand)‏ هو حكم كرة قدم ومدرب كرة قدم ولاعب كرة قدم فنزويلي، ولد في 3 أغسطس 1961.

## وصلات خارجية
- غوستافو براند على موقع Soccerway.com (الإنجليزية)